# Paramyrmetes foveipennis
Paramyrmetes foveipennis är en skalbaggsart som beskrevs av Bruch 1929. Paramyrmetes foveipennis ingår i släktet Paramyrmetes och familjen stumpbaggar. Inga underarter finns listade i Catalogue of Life.